# .pt
.pt è il dominio di primo livello nazionale assegnato al Portogallo.
È amministrato dalla Associação DNS.PT.